# Diphascon trachydorsatum
Diphascon trachydorsatum är en djurart som tillhör fylumet trögkrypare, och som först beskrevs av Bartos 1937.  Diphascon trachydorsatum ingår i släktet Diphascon och familjen Hypsibiidae. Inga underarter finns listade i Catalogue of Life.